# Dictyophara confusa
Dictyophara confusa är en insektsart som först beskrevs av Stsl 1862.  Dictyophara confusa ingår i släktet Dictyophara och familjen Dictyopharidae. Inga underarter finns listade i Catalogue of Life.